# 图宾根木匠
图宾根木匠（1977年—），生於湖南常德，本名虞昕，影评人、劇評人、编剧，法学学士、广播电视艺术学硕士，上海大学影视学院电影学博士，上海电影评论学会会员，曾为上海艺术人文频道《光影随行》节目、上海外语频道（ICS）《华人电影志》（Reel Talk）节目、《看电影》、《看电影·午夜场》、《电视剧》、腾讯娱乐、《世界电影之窗》、《电影世界》、《DVD导刊》、《电影评介》、《电影新作》等媒体撰写影视评论文章多篇，并撰写动画片（迪士尼《小神龙俱乐部》）、动画节目（炫动卡通卫视）及话剧剧本若干。

## 外部連結
- 图宾根木匠的新浪微博（简体中文）
- 圖賓根木匠的個人博客（页面存档备份，存于）（简体中文）